# Phyllonorycter blancardella
Phyllonorycter blancardella là một loài bướm đêm thuộc họ Gracillariidae. Nó được tìm thấy ở khắp châu Âu, phía đông đến Ukraina và trung tâm Anatolia.
Sải cánh dài 6–9 mm.
Ấu trùng ăn Malus angustifolia, Malus x astracanica, Malus baccata, Malus coronaria, Malus domestica, Malus floribunda, Malus fusca, Malus ringo, Malus x robusta và Malus sylvestris. Chúng ăn lá nơi chúng làm tổ.